# Tank Carradine
(en) Statistiques sur pro-football-reference
Cornellius « Tank » Carradine, né le 18 février 1990 à Cincinnati, dans l'Ohio, est un Américain, joueur professionnel de football américain au poste de defensive end au sein de la National Football League (NFL).
Il est sélectionné par la franchise des 49ers de San Francisco lors du deuxième tour de la draft 2013 de la NFL.
Auparavant, il a joué au football universitaire pour les Seminoles de l'université d'état de Floride.
Après les 49ers, il a joué pour les Raiders d'Oakland et les Dolphins de Miami.
Il est agent libre depuis le 24 septembre 2019.

## Jeunesse
Carradine est née à Cincinnati, en Ohio. Il fréquente la Taft High School à Cincinnati ou il joué au football pour les Senators sous les ordres de l'entraîneur principal Mike Martin,. À la fin de ses études secondaires il est considéré comme l'un des meilleurs joueurs dans le Midwest et il signe une lettre d'engagement pour l'université de l'Illinois.

## Carrière universitaire

### Butler Community College
Empêché de s'inscrire dans une université ayant un programme de football américain de Division I à cause de ses résultats scolaires, Carradine fréquente d'abord le Butler Community College à El Dorado au Kansas où il joue pour l'équipe de football américain.

#### Saison 2009
Carrardine y est titulaire pour tous les matchs au poste de defensive end lors de son année freshman (saison 2009) . Il est le meilleur à son poste au sein de son équipe avec 90 tackles dont 20 provoquant une perte de yards (for a loss) et dix sacks.

#### Saison 2010
Comme sophomore, Il totalise 16 tacles pendant la saison 2010. Il est ainsi classé premier à son poste au sein de la National Junior College Athletic Association (NJCAA).  Il est nommé dans l'équipe type NJCAA All-American en 2010. Son équipe est classée no 1 final de la NJCAA avec un bilan final de onze victoires sans défaite en saison régulière, remporte le championnat de la conférence Jayhawk et celui de la région VI. Carradine participe ensuite au Citizen's Bank Bowl qui désigne le champion national de la NJCAA. Il reçoit également une sélection dans l'équipe type All-Jayhawk Conference et est élu joueur défensif de l'année de la région VI. Il termine la saison avec 119 tackles dont 29 avec une perte de yards adverses et 16 sacks. Il force également trois fumbles, en récupère cinq autres et réussit une passe défendue. Ses 29 tacles for a loss sur une saison, le classent au quatrième rang de la nation.

### Seminoles de Florida State
Carradine rejoint les Seminoles de l'université d'État de Floride en janvier 2011. Classé no 1 par Rivals.com et no 5 par Scout.com, il est considéré comme l'espoir défensif no 1 par JUCO. Considéré comme une recrue quatre étoiles par Rivals.com et cinq étoiles par Scout.com, il est également classé recrue cinq étoiles par 247Sports.

#### Saison 2011
Comme junior, Carradine joue 13 matchs durant la saison 2011. Le 24 septembre, lors d'une défaite 30 à 35 contre les Tigers de Clemson, il réussit son meilleur match de la saison, enregistrant 5 tacles dont trois en solo et son premier sack de l'année sur le quarterback Tajh Boyd.
Les Seminoles remportent le Champs Sports Bowl joué contre le Fighting Irish de Notre Dame sur le score de 18 à 14. Au cours du match, Carradine réussit quatre tacles dont trois en solo et un sack sur le quarterback Tommy Rees.
Il termine la saison avec un total de 38 tacles dont 24 en solo et 5,5 sacks.

#### Saison 2012
Lors du match d'ouverture de la saison, contre les Racers de l'université d'État de Murray, il réussit 9 tackles et un sack. Contre les Bulls de l'université du Sud de la Floride en 4e semaine, il cumule à nouveau 9 tacles mais réussit également 1½ sack et 1 fumble forcél. Le 8 novembre, lors d'une victoire 28-22 contre les Hokies de la Virginie , il améliore son record de la saison en réussissant onze tacles dont six en solo. Il égale ce record lors de son dernier match joué contre les Gators, mais cette fois avec sept tackles en solo mais une déchirure des ligaments croisés antérieurs met un terme à sa saison.
Il termine l'année avec un total de 80 tackles dont 47 en solo, 11 sacks et un fumble forcé au cours des onze matchs joués sur la saison.

### Statistiques NCAA
| Année                     | Équipe                     | Statut                    | MJ |       | Plaquages | Plaquages | Plaquages | Plaquages |       | Interceptions | Interceptions | Interceptions | Interceptions |  | Fumbles | Fumbles |
| Année                     | Équipe                     | Statut                    | MJ | Total | Seul      | Ast.      | Sacks     | Nb.       | Yards | Déf.          | TD            | Nb.           | Rec.          |  |         |         |
| 2011                      | Seminoles de Florida State | JR                        | 13 | 38    | 24        | 14        | 5,5       | 0         | 0     | 0             | 0             | 0             | 0             |  |         |         |
| 2012                      | Seminoles de Florida State | SR                        | 11 | 80    | 47        | 33        | 11,0      | 0         | 0     | 0             | 0             | 1             | 0             |  |         |         |
| Totaux chez les Seminoles | Totaux chez les Seminoles  | Totaux chez les Seminoles | 24 | 118   | 71        | 47        | 16,5      | 0         | 0     | 0             | 0             | 1             | 0             |  |         |         |

## Carrière professionnelle
Tank Carradine est sélectionné en 40e choix global lors du deuxième tour de la draft 2013 de la NFL par la franchise des 49ers de San Francisco,

### 49ers de San Francisco
Carradine signe un contrat de quatre ans d'un montant de 4 947 680 dollars.

#### Saison 2013
Le 27 août 2013, il est placé sur la liste des blessés à la suite d'une lésion encourue avant d'être sélectionné par les 49ers lors de la draft. Le 29 octobre, il est activé et inséré dans la liste des 53 joueurs actifs. Cependant, il ne dispute aucun match au cours de la saison 2013.

#### Saison 2014
Carradine dispute 9 matchs pour les 49ers lors de la saison 2014. Le 14 décembre 2014, malgré la défaite 7 à 17 contre les Seahawks de Seattle, lors de deux downs successifs en fin de quatrième quart-temps, il réussit deux sacks sur le quarterback Russell Wilson, provoquant des pertes adverses de respectivement sept et neuf yards.
Il termine la saison avec 17 tacles dont 16 en solo.

#### Saison 2015
Carradine participe à 14 matchs lors de la saison 2015 toutefois avec un temps de jeu limité. Il joue un maximum de 46% de snaps défensifs en 3e semaine contre les Cardinals de l'Arizona. C'est lors de ce match qu'il provoque son seul fumble de l'année sur le quarterback Carson Palmer. Lors du match d'ouverture de la saison (victoire 20 à 3 contre les Vikings du Minnesota), en début de deuxième quart-temps, il réussit son seul sack de la saison sur le quarterback Teddy Bridgewater. Le 4 octobre lors de la défaite 3 à 17 contre les Packers de Green Bay, il réalise sa meilleure performance de la saison en réussissant six tacles dont cinq en solo.
Il finit l'année avec 22 tackles, un sack et un fumble forcé.

#### Saison 2016
Au cours de la saison morte de 2016, Carradine passe au poste de linebacker extérieur et réduit son poids à 124 kilos. Le 6 septembre 2016, il signe avec les 49ers une prolongation de contrat d'un an d'une valeur de 2 650 000 dollars,.
Avec un temps de jeu limité, il totalise 18 tacles sans sack ni fumble sur l'ensemble des 13 matchs disputés au cours de la saison 2016.

#### Saison 2017
En semaine 2, contre les Seahawks, Carradine effectue un sack sur Russell Wilson et provoque une perte de huit yards à la fin du premier quart-temps. La suivante, contre les Rams de Los Angeles, il doit quitter le terrain pour une blessure à la cheville. Le 25 septembre, il est placé sur la liste des blessés. Le 25 novembre 2017, il est activé et inscrit sur la liste active.
Au total, sur la saison 2017, il dispute huit matchs, terminant avec 19 tacles et 1,5 sack.

### Raiders d'Oakland

#### Saison 2018
Le 17 mars 2018, Carradine signe avec les Raiders d'Oakland un contrat d'un an pour un montant de 1 250 000 dollars,. Il est libéré le 6 octobre 2018 à sa demande en raison de son temps de jeu limité et en n'ayant disputé qu'un seul match,.

### Dolphins de Miami

#### Saison 2019
Le 15 février 2019, Carradine signe avec les Dolphins de Miami un contrat d'un an d'une valeur de 880 000 dollars,. Il est libéré le 31 août, re-signé le 12 septembre pour 805 000 dollars, mais est à nouveau libéré le 24 septembre 2019 en n'ayant disputé qu'un seul match,.

## Statistiques NFL
| Année                    | Équipe                   | MJ                       |       | Plaquages | Plaquages | Plaquages | Plaquages |       | Interceptions | Interceptions | Interceptions | Interceptions |  | Fumbles | Fumbles |
| Année                    | Équipe                   | MJ                       | Total | Seul      | Ast.      | Sacks     | Nb.       | Yards | Déf.          | TD            | Nb.           | Rec.          |  |         |         |
| 2014                     | 49ers de San Francisco   | 9                        | 17    | 16        | 1         | 3,0       | 0         | 0     | 0             | 0             | 0             | 0             |  |         |         |
| 2015                     | 49ers de San Francisco   | 14                       | 22    | 14        | 8         | 1,0       | 0         | 0     | 0             | 0             | 1             | 0             |  |         |         |
| 2016                     | 49ers de San Francisco   | 13                       | 18    | 10        | 8         | 0,0       | 0         | 0     | 0             | 0             | 0             | 0             |  |         |         |
| 2017                     | 49ers de San Francisco   | 8                        | 19    | 14        | 5         | 1,5       | 0         | 0     | 0             | 0             | 0             | 0             |  |         |         |
| 2018                     | Raiders d'Oakland        | 1                        | 1     | 1         | 0         | 0,0       | 0         | 0     | 0             | 0             | 0             | 0             |  |         |         |
| 2019                     | Dolphins de Miami        | 1                        | 3     | 1         | 2         | 0,0       | 0         | 0     | 0             | 0             | 0             | 0             |  |         |         |
| Totaux chez les 49ers    | Totaux chez les 49ers    | Totaux chez les 49ers    | 76    | 54        | 22        | 5,5       | 0         | 0     | 0             | 0             | 1             | 0             |  |         |         |
| Totaux chez les Raiders  | Totaux chez les Raiders  | Totaux chez les Raiders  | 1     | 1         | 0         | 0,0       | 0         | 0     | 0             | 0             | 0             | 0             |  |         |         |
| Totaux chez les Dolphins | Totaux chez les Dolphins | Totaux chez les Dolphins | 3     | 1         | 2         | 0,0       | 0         | 0     | 0             | 0             | 0             | 0             |  |         |         |
| Totaux en NFL            | Totaux en NFL            | Totaux en NFL            | 80    | 56        | 24        | 5,5       | 0         | 0     | 0             | 0             | 1             | 0             |  |         |         |